# 圣名主教座堂 (孟买)

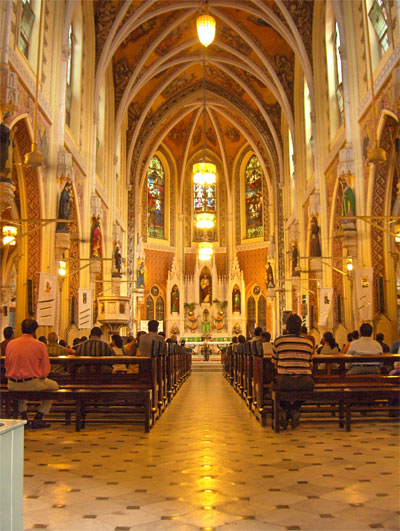
主教座堂内部

圣名主教座堂 (孟买)是位于印度城市孟买的一座天主教堂，天主教孟买教区的主教座堂。这是教区总主教的驻地。主教座堂位于南孟买的Colaba地区。
这个有100年历史的教区遭受了信徒减少：从15000人下降到2006年的5000人。
这是该市的两座主教座堂之一，另一座是圣公会的圣托马斯主教座堂 (孟买)。